# Smith & Wesson Model 1
El revòlver Smith & Wesson Model 1 va ser la primera arma de foc fabricada per Smith & Wesson, amb una producció que abasta entre 1857 i 1882. És el primer revòlver "comercialitzat amb èxit" en emprar cartutxos de percussió anular, en lloc de la forma clàssica "tot separat": " pólvora solta, bales de plom i càpsules fulminants", com era el cas del seu contemporani Colt 1851 Navy. És un revòlver d'acció simple, amb un tambor que allotja set cartutxos .22 Curt de pólvora negra.

## Història
Atès que la patent de Samuel Colt sobre el revòlver estava a punt d'expirar el 1856, Horace Smith i Daniel B. Wesson estaven investigant un prototip per a un revòlver de cartutx metàl·lic. Quan van descobrir que un ex empleat de Colt anomenat Rollin White posseïa la patent per a un tambor perforat de costat a costat, un component necessari per a aquesta nova invenció, els dos socis van negociar amb White la fabricació d'un nou disseny de combinació cartutx-revòlver.
En lloc de fer a White soci de l'empresa, Smith i Wesson li van pagar una regalia de $0,25 per cada revòlver que ells fabriquessin. Es convertiria en la responsabilitat de White defensar la seva patent en algun cas judicial, que finalment el van conduir a la ruïna financera, però era molt avantatjosa per a la nova empresa Smith & Wesson.

## Variants
El Model 1 va tenir tres sèries o principals variants, cadascuna d'aquestes introduint importants canvis tècnics.

### Primera sèrie
La Primera sèrie del Model 1 va ser la principal variant (i la menys comuna), havent-se fabricat aproximadament 12.000 revòlvers en un període de tres anys. Les característiques que distingeixen fàcilment a la Primera sèrie són l'empunyadura acampanada i amb angles rectes (vista també en la Segona sèrie), la petita coberta lateral rodona, el perfil arrodonit de l'armadura entre la part posterior del tambor i l'empunyadura, un martell articulat dividit i el resort pla de la reguarda del canó vist en algunes variants primigènies.
Hi ha sis variants conegudes del Model 1, identificades per primera vegada en un article de John Kountz publicat en el número d'abril de 1956 de la revista "The Gun Report". En aquest article, Kountz ressalta diferències específiques en l'escut de la culata, la reguarda del canó (les primeres dues variants usaven una reguarda tipus dard amb resort pla, menteixis que les variant posteriors usaven una reguarda de baioneta més gran), l'estriat de l'ànima i altres diferències subtils.
Els nombres de sèrie del Model 1 Primera sèrie anaven des de l'1 fins a aproximadament 12.000.

### Segona sèrie
La Segona sèrie del Model 1 era similar a la Primera sèrie, amb diverses diferències notables. La tapa lateral de la Segona sèrie era molt més gran i tenia una forma irregular. El perfil de l'armadura era més pla (una probable concessió per agilitar la seva producció) i el martell estava fet d'una sola peça. Els revòlvers Smith & Wesson Model 1 Segona sèrie encara conserven l'empunyadura acampanada i amb angles rectes, així com el canó octogonal que pivota cap amunt, fent que ambdues variants es confonguin fàcilment a primera vista.
Es van produir aproximadament 110.000 revòlvers Model 1 Segona sèrie des de 1860 fins a 1868, amb els números de sèrie anant des d'aproximadament el 12.000 (després de la Primera sèrie) fins aproximadament 120.000.

### Tercera sèrie
La Tercera sèrie del Model 1 va representar un substancial re-disseny del revòlver, amb un tambor acanalat, un canó rodó i una empunyadura arrodonida tipus "cap d'ocell". Els seus acabats incloïen niquelat, pavonat i una combinació "mitjana coberta" de niquelat/pavonat. Produït des de 1868 fins a 1882, els revòlvers Model 1 Tercera sèrie tenien números de sèrie que anaven des de l'1 fins a aproximadament el 131.000.

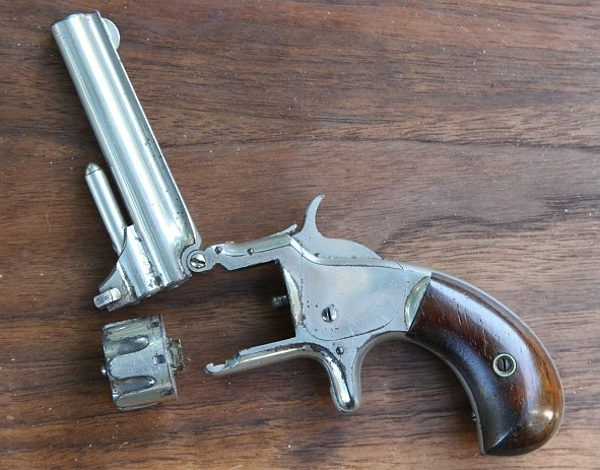
Model 1 Tercera sèrie, obert per recarregar.

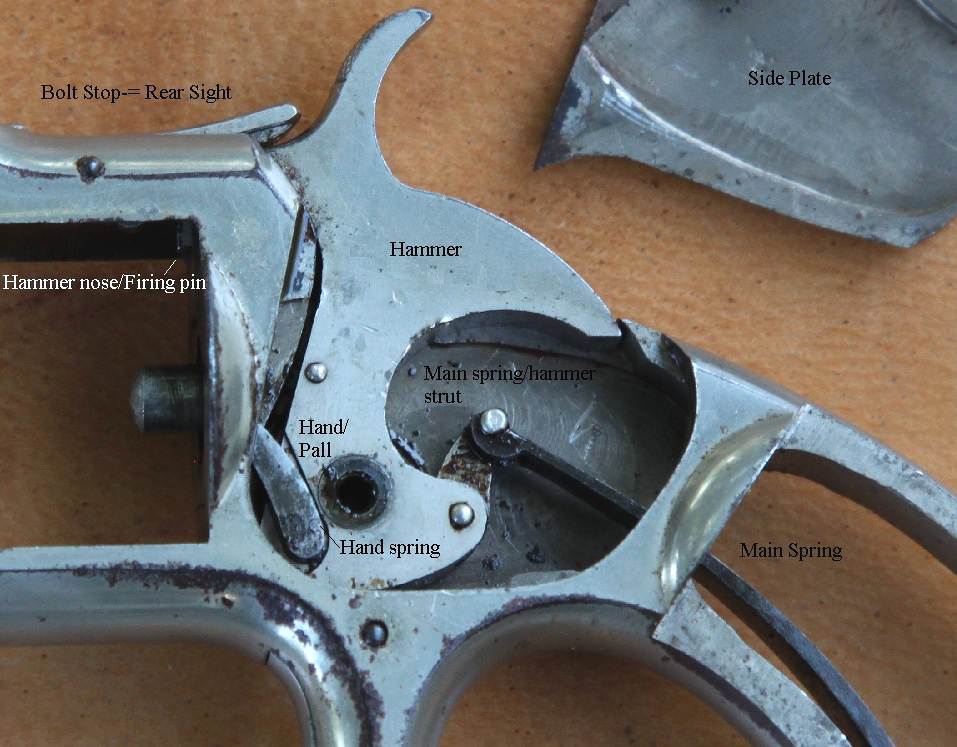
Mecanisme d'un Smith & Wesson Model 1 Tercera sèrie, amb la coberta lateral retirada. El resort principal és tibat mitjançant un cargol en la part inferior davantera de l'empunyadura, com en els moderns revòlvers S&W.

## Popularitat
El Model 1 es va fer popular en iniciar-se la Guerra de Secessió, ja que els soldats de tots dos bàndols van comprar revòlvers per compte propi per a defensa personal. Tanta va ser la demanda del Model 1, que va sobrepassar la capacitat de producció de la fàbrica i la Smith & Wesson va haver de construir una nova fàbrica, començant a experimentar el 1860 amb un nou cartutx més adequat que el .22 Curt.
Aquesta popularitat va portar a l'aparició de nombroses imitacions i violacions de patents per part d'altres fabricants d'armes. Rollin White i la Smith & Wesson van engegar processos per violació de patent a la Manhattan Firearms Company, a Ethan Allen, a la Merwin & Bray, a la National Arms Company i a algunes altres. Els tribunals majorment van permetre a aquests fabricants continuar la seva producció, pagant-li a White una regalia per cada revòlver produït. En alguns casos, la Smith & Wesson va comprar el lot de revòlvers i els va tornar a marcar per a la seva posterior venda; aquests porten el marcatge "APRIL 3 1855" com a data d'emissió de la patent.

## Galeria

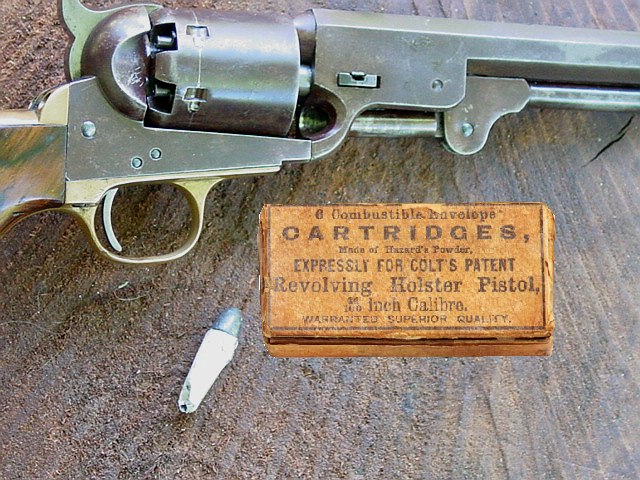
Cartutxos de paper combustible, una caixa de sis
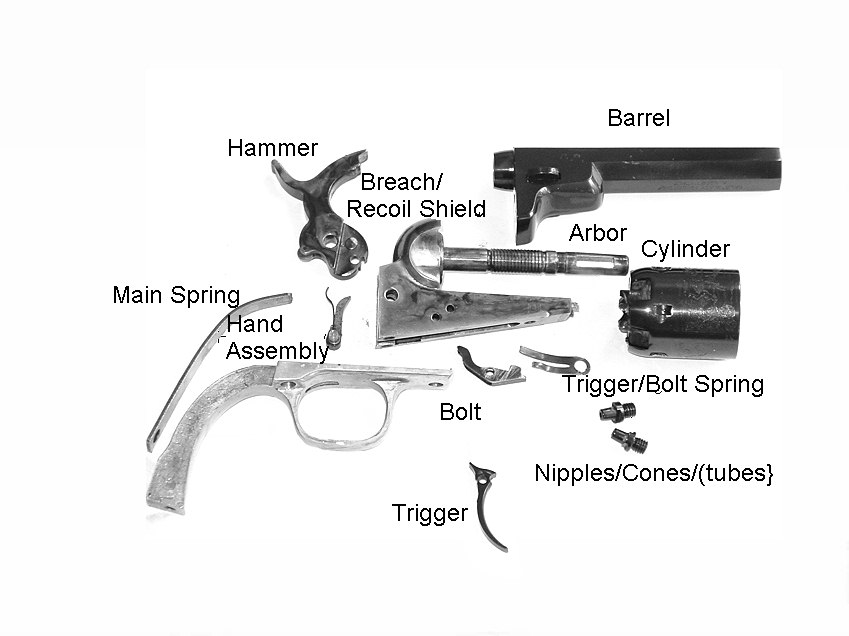
Revòlvers Colt Post-1850